# Суха-Дольна (Любуське воєводство)
Суха-Дольна (пол. Sucha Dolna, нім. Nieder Zauche) — село в Польщі, у гміні Неґославиці Жаґанського повіту Любуського воєводства.
Населення — 316 осіб (2011).
У 1975-1998 роках село належало до Зеленогурського воєводства.

## Демографія
Демографічна структура станом на 31 березня 2011 року:
|          | Загалом | Допрацездатний вік | Працездатний вік | Постпрацездатний вік |
| -------- | ------- | ------------------ | ---------------- | -------------------- |
| Чоловіки | 159     | 35                 | 113              | 11                   |
| Жінки    | 157     | 28                 | 93               | 36                   |
| Разом    | 316     | 63                 | 206              | 47                   |